# Jettchen Geberts Geschichte
Jettchen Geberts Geschichte ist ein zweiteiliger, deutscher Stummfilm aus dem Jahr 1918 von Richard Oswald nach der gleichnamigen, 1906 erschienenen Romanvorlage von Georg Hermann.

## Handlung
Berlin zur Zeit des Biedermeiers. Die Geschichte einer jüdischen Großfamilie im Berlin des 19. Jahrhunderts. Die bürgerliche jüdische Familie Gebert zählt zu den so genannten „besseren Kreisen“. Henriette Gebert verbringt eine unbeschwerte Jugend im Hause ihres Pflegevaters Salomon. Die geistige Enge ihres Elternhauses wird ihr erst in dem Moment bewusst, als sie den jungen Schriftsteller Friedrich Köstling kennenlernt, der ihr in seiner romantisch-träumerischen Art völlig neue Geisteswelten erschließt. Rasch fühlt sich Henriette, die alle nur Jettchen nennen, zu ihm hingezogen. Doch ihre Familie hat etwas anderes mit ihr vor, und so fügt sich Jettchen Gebert erst einmal.
Aus Pflichtgefühl und Dankbarkeit ihrem Pflegevater gegenüber widersetzt sie sich nicht der geplanten Ehe mit dem ebenso handfesten wie bodenständigen und geschäftstüchtigen Julius Jakoby – eine Entscheidung, von der sie schließlich Abstand nimmt. Sie wendet sich von Julius und damit der Ehe mit einem ungeliebten Mann ab und versucht erstmals in ihrem Leben aufzubegehren. Jettchen Gebert will eigene Entscheidungen fern aller Einflüsterungen treffen. Doch ihr mutiger Versuch einer Revolte mündet nicht in einer harmonischen Lösung des Konflikts. Bald gerät sie wieder in den Strudel der Familie Gebert, beugt sich Konventionen und Erwartungen und lässt ihre eigenen Entschlüsse, selbstbestimmt zu leben, fahren. Die Tragödie nimmt ihren Lauf.

## Produktionsnotizen
Gedreht wurde der Film im Sommer 1918, in der Spätphase des Ersten Weltkriegs. Bei der Zensurvorlage im September 1918 erhielt Jettchen Geberts Geschichte Jugendverbot. Die Uraufführung des ersten Teils, Jettchen Gebert, fand am 8. November 1918 am U.T. Kurfürstendamm statt. Der Vierakter besaß eine Filmlänge von 1373 Metern. Der zweite, ebenfalls vieraktige Teil, Henriette Jacoby, war 1393 Meter lang und wurde am 13. Dezember 1918 am U.T. Nollendorfplatz erstmals gezeigt. Damit kamen beide Teile auf eine Gesamtspieldauer von etwa 135 Minuten.

## Kritiken
„Die Wahl der darstellenden Personen war die denkbar glücklichste. Ein so harmonisches Zusammenspiel wie es hier erfolgte und wohl auch und durch die verwandtschaftlichen Beziehungen untereinander bedingt war, wurde noch selten gefunden. Die Darstellung der Titelrolle, Mechthildis Thein, verfügt über alle Vorzüge dieser Figur: weibliche Anmut, bescheidenes Wesen und sympathische Schönheit.  Conrad Veidt als Doktor Kösling, ebenfalls glänzend in Maske und Figur. Richards Oswalds Regie ist meisterhaft, die Bilder von tadelloser Plastik und Schärfe.“

Paimann’s Filmlisten resümierte: „Stoff, Photos, Spiel und Szenerie ausgezeichnet. Spiel ausgezeichnet. (Ein Schlager I. Ranges.)“